# Ioannis Pittas
Ioannis Pittas (griechisch Ιωάννης Πίττας; * 10. Juli 1996 in Limassol) ist ein zyprischer Fußballspieler. Er ist der Sohn des zyprischen Rekordnationalspielers Pambos Pittas.

## Karriere

### Verein
Pittas entstammt der Jugend von Apollon Limassol, wo sein Vater, der langjährige Nationalspieler Pambos Pittas, nach dem Karriereende tätig war. 2015 rückte er in die Wettkampfmannschaft des Klubs auf, kam aber nur unregelmäßig zum Einsatz. Beim Gewinn des Landespokals in den Wettbewerben 2015/15 sowie 2016/17 gehörte er jeweils nicht zu den eingesetzten Finalspielern. Für die Saison 2018/19 wurde er an den Erstligaaufsteiger Enosis Neon Paralimni ausgeliehen, bei dem er in der Abstiegsrunde reüssierte und mit sechs Toren in neun Einsätzen dort zum Klassenerhalt aufgrund der besseren Tordifferenz gegenüber dem punktgleichen Konkurrenten Alki Oroklini beitrug. Als Nationalspieler (siehe unten) kehrte er zu Apollon zurück, stand hier aber weiterhin in der Offensive im Schatten von Emilio Zelaya, Fotis Papoulis, Serge Gakpé und Facundo Pereyra und kam vornehmlich als Einwechselspieler zum Zug. Unter Trainer Sofronios Avgousti etablierte er sich erst in der Spielzeit 2020/21 endgültig als Stammspieler und führte den Klub mit zwölf Toren während der regulären Spielzeit zusammen mit Neu-Sturmpartner Nicolas Diguiny in die Meisterrunde, wo hinter Omonia Nikosia die Vizemeisterschaft gelang. In der folgenden Saison war er zeitweise von einer Sprunggelenksverletzung ausgebremst, mit acht Saisontoren in der regulären Saison und drei Treffern in der Meisterschaftsrunde war er am Titelgewinn beteiligt.
Im Sommer 2023 wechselte Pittas nach Schweden, wo er bei AIK einen bis Ende November 2025 gültigen Vertrag unterzeichnete und die Rückennummer 28 erhielt. Beim Debüt in der Allsvenskan erzielte er beim 1:1-Remis gegen Kalmar FF sein erstes Tor, insgesamt gelangen ihm bis zum Ende der Spielzeit 2023 in 13 Ligaspielen neun Treffer. Damit war er als bester vereinsinterner Torschütze einer der Garanten für den Klassenerhalt des in Abstiegsgefahr geratenen Traditionsklubs. Auch in der folgenden Spielzeit zeigte er sich torgefährlich, mit 13 Saisontreffern platzierte er sich einerseits an dritter Stelle der Torschützenliste und andererseits führte er den Klub damit als Tabellendritten in die Qualifikation zur UEFA Conference League 2025/26.

### Nationalmannschaft
Pittas war Juniorennationalspieler und trat zwischen 2015 und 2018 für die zyprische U-21-Auswahlmannschaft an. Nach guten Leistungen für Enosis Neon Paralimni wurde er im Sommer 2019 erstmals für die A-Nationalmannschaft nominiert. Sein Debüt gab er am 8. Juni 2019 im Qualifikationsspiel zur Europameisterschaft 2021 gegen Schottland, bei der 1:2-Auswärtsniederlage wurde er kurz vor Schluss für Andreas Makris eingewechselt. Nachdem er in den folgenden drei Länderspielen bis September des Jahres noch zum Einsatz gekommen war rutschte er parallel zu seinem Status als Ergänzungsspieler im Verein aus der Nationalauswahl. Erst im März 2021 kehrte er im Zuge der Qualifikation zur Weltmeisterschaft 2022 in die Mannschaft zurück, für die er beim 1:0-Erfolg über Slowenien am 30. März des Jahres mit dem spielentscheidenden Treffer sein erstes Länderspieltor erzielte.  

## Erfolge
- Zyprischer Meister: 2022
- Zyprischer Pokalsieger: 2016, 2017
- Zyprischer Supercupsieger: 2016, 2017, 2022